# Pasadena (Kalifornia)
Pasadena – miasto w hrabstwie Los Angeles, stanie Kalifornia, w Stanach Zjednoczonych. Znane jest między innymi z corocznej organizacji słynnej Parady Róż, Tournament of Roses Parade. W Pasadenie znajduje się wiele instytucji naukowych i kulturalnych, m.in. California Institute of Technology, Akademia Sztuki Projektowania, Pasadena City College, Szkoła Sztuki Kulinarnej, teatr oraz muzeum sztuki Norton Simon Museum. W 2017 roku liczba ludności wynosiła 142 647.

## Geografia
Pasadena leży 263 metry nad poziomem morza. Obszar miasta ograniczony jest przez uskok Raymond Fault, wzgórza San Rafael Hills i góry San Gabriel Mountains.
Zgodnie z danymi Amerykańskiego Wydziału Spisu Ludności, ogólna powierzchnia miasta wynosi 60,0 km², z czego 59,8 km² stanowi ląd, a 0,2 km² to woda.
Pasadena jest oddalona o 16 kilometrów od centrum Los Angeles. Graniczy z 10 miastami i dzielnicami – Highland Park, Eagle Rock, Garvanza, South Pasadena, San Marino, Temple City, San Gabriel, Arcadia, Sierra Madre, La Cañada Flintridge i Altadena. Gminy Eagle Rock, Highland Park i Garvanza są zarejestrowane w obrębie miasta Los Angeles, natomiast Altadena jest niezarejestrowaną częścią hrabstwa.

### Klimat
Pasadena znajduje się w klimacie śródziemnomorskim.
Roczna średnia opadów wynosi więcej niż w pobliskim Los Angeles, ze względu na zjawisko cienistego deszczu, które tworzy się nad górami San Gabriel Mountains.
| Miesiąc                                   | Sty  | Lut  | Mar  | Kwi  | Maj  | Cze  | Lip  | Sie  | Wrz  | Paź  | Lis  | Gru  | Roczna |
| ----------------------------------------- | ---- | ---- | ---- | ---- | ---- | ---- | ---- | ---- | ---- | ---- | ---- | ---- | ------ |
| Średnie temperatury w dzień [°C]          | 20,1 | 20,7 | 22,6 | 24,6 | 25,7 | 28,7 | 31,7 | 32,9 | 32,2 | 28,3 | 23,7 | 19,6 | 25,9   |
| Średnie dobowe temperatury [°C]           | 13,8 | 14,3 | 15,8 | 17,4 | 18,9 | 21,5 | 24,2 | 25,1 | 24,3 | 20,9 | 16,7 | 13,3 | 18,9   |
| Średnie temperatury w nocy [°C]           | 7,5  | 7,8  | 9,1  | 10,3 | 12,2 | 14,3 | 16,7 | 17,3 | 16,4 | 13,5 | 9,8  | 7,1  | 11,8   |
| Opady [mm]                                | 115  | 131  | 77   | 28   | 12   | 5    | 2    | 1    | 6    | 21   | 28   | 85   | 510    |
| Źródło: NOAA (35 km od oceanu, 1991-2020) |      |      |      |      |      |      |      |      |      |      |      |      |        |

## Gospodarka
W mieście rozwinął się przemysł precyzyjny, elektrotechniczny, lotniczy oraz poligraficzny.

## Demografia
Według spisu ludności na rok 2000 w Pasadenie mieszkało 133 936 osób – 51 844 mieszkańców gospodarstw domowych i 29 862 mieszkańców miasta. Gęstość zaludnienia wynosiła 2238,7 os./km². Znajdowało się 54 132 jednostek mieszkalnych na średniej powierzchni 904,8 km². Według podziału na rasy, Białych było 53,36%, Hiszpanów i Latynosów 33,40%, Afroamerykanów 14,42%, Azjatów 10,00%, Indian Ameryki Północnej 0,71%, mieszkańców Wysp Pacyfiku 0,10%, ludzi innych ras 16,01% i 5,39% z dwóch lub więcej ras. Obecnie liczba ludności wynosi 146 518.
Z 51 844 mieszkańców gospodarstw domowych, 27,1% to były dzieci poniżej 18 roku życia żyjące z nimi, 41,2% pary małżeńskie żyjące razem, 12,1% kobiety wówczas niezamężne i 42,4% spoza rodzin. Średnia liczba osób w jednej rodzinie wynosiła 3,30. Przeciętny wiek mieszkańca miasta wynosił 34 lata.
Średni dochód na jednego mieszkańca gospodarstwa domowego wynosił 61 269 USD, natomiast na rodzinę 73 143 USD. Średni dochód na mężczyznę wynosił 41 120 USD, a na kobietę 36 435 USD. 15,9% całej populacji żyło poniżej linii ubóstwa, z czego 21,3% to byli ludzie poniżej 18 roku życia, a 10,5% powyżej 65 roku.

## Polityka
W stanowym ciele ustawodawczym Pasadena znajduje się w 21 okręgu senatu, reprezentowanym przez Demokratę Jacka Scotta i w 44 stanowym okręgu, który jest reprezentowany przez Demokratę Anthony’ego J. Portantino. Federalnie, Pasadena znajduje się w 29 Kalifornijskim Okręgu Kongresowym, a jego reprezentantem jest Demokrata Adam Schiff. Pomimo iż Pasadena ma usposobienie konsekwentnie liberalne, w polityce narodowej zdecydowanie stała za Partią Republikańską do lat 90. i była reprezentowana przez Republikanów na Kongresie od 1945 do 2001 roku.

## Historia

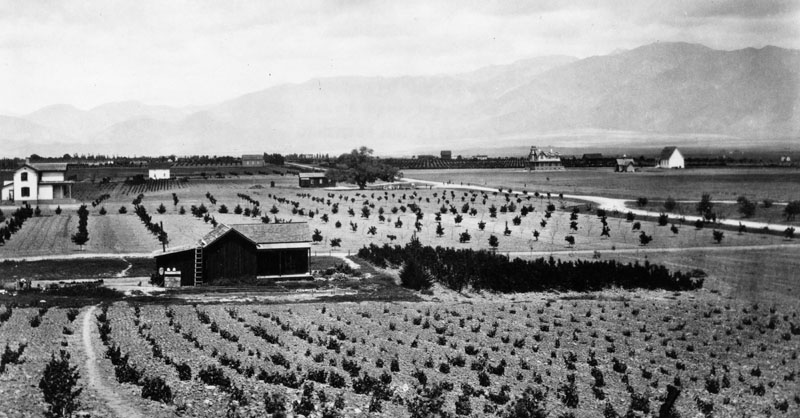
Pasadena, 1876

Pierwotni mieszkańcy Pasadeny i mieszkańcy okolicznych obszarów byli członkami szczepu Rdzennych Amerykanów o nazwie Hahamog-na, a odnoga Narodu Tongva zajmowała Dorzecze Los Angeles. Członkowie Tongva osiedlili się w mieszkaniach ciągnących się przez Arroyo Seco w Pasadenie oraz na południu, gdzie dołączyli do okolic Los Angeles River i innych obszarów wodnych w mieście. Żyli w prymitywnych mieszkaniach zbudowanych z poszycia w kształcie kopuły. Jedli takie potrawy, jak nasiona i zioła, dziczyznę i inne małe zwierzęta. Handlowali rybami z oceanu. Najstarsze drogi transportu w Pasadenie to stare szlaki piesze, bardziej znane jako Gabrielino Trail, które ciągnęły się wzdłuż zachodniej strony Rose Bowl i ponad Arroyo Seco, za Jet Propulsion Laboratory, aż do San Gabriel Mountains. Ten szlak wykorzystywany był przez tysiące lat. Jedna z jego odnóg wciąż jest w użytku i teraz nazywa się Salvia Canyon. Kiedy Hiszpanie zajęli Dorzecze Los Angeles, wybudowali San Gabriel Mission i zmienili lokalną nazwę „Tongva” na „Gabrielino Indians”. Dzisiaj, wiele osób pochodzących z Narodu Tongva żyje w obrębie Los Angeles.
Pasadena jest częścią pierwotnej meksykańskiej krainy, zwanej Rancho del Rincon de San Pascual. Ranczo składało się z dzisiejszej społeczności Pasadeny – Altadeny i South Pasadena.
Przed przyłączeniem się do Kalifornii w 1848 roku, ostatnim z meksykańskich właścicieli terenów był Manuel Garfias, który utrzymał prawo do zachowania nieruchomości po 1850 roku. Garfias sprzedał nieruchomości pierwszym angielskim osadnikom, którzy pojawili się na jego terenie – Dr. Benjaminowi Eatonowi i Dr. S. Griffinowi. Wiele nieruchomości zostało zakupionych przez Benjamina Wilsona, który założył w sąsiedztwie swój teren, Lake Vineyard. Wilson, znany jako Don Benito dla miejscowych ludzi, był również właścicielem Rancho Jurupa i burmistrzem Los Angeles.
W 1873 przyjął wizytę Dr. Daniela M. Berry’ego z Indiany, który szukał w kraju miejsc lepszych klimatycznie dla jego pacjentów, z których większość ucierpiała z powodu dolegliwości układu oddechowego. Berry był astmatykiem i twierdził, że spędził trzy najlepsze noce właśnie na Rancho San Pascual. Żeby ukryć swoje odkrycie, Berry zaczął używać kryptonimu „Muscat” dla swojego nowego terenu. W celu pozyskiwania większej liczby funduszy, ostatecznie przeniósł swoją firmę do San Pascual. Berry stworzył Southern California Orange i Citrus Growers Association, dla których sprzedawał towar. Nowi mieszkańcy byli w stanie kupić spore części nieruchomości wzdłuż Arroyo Seco i 31 stycznia 1874 roku przyłączyli się do Indiana Colony. Jako gest dobrej woli, Wilson dodał 8 km² jego bezużytecznych górskich nieruchomości, z których część stworzyła teraźniejszą Altadenę.

### Etymologia

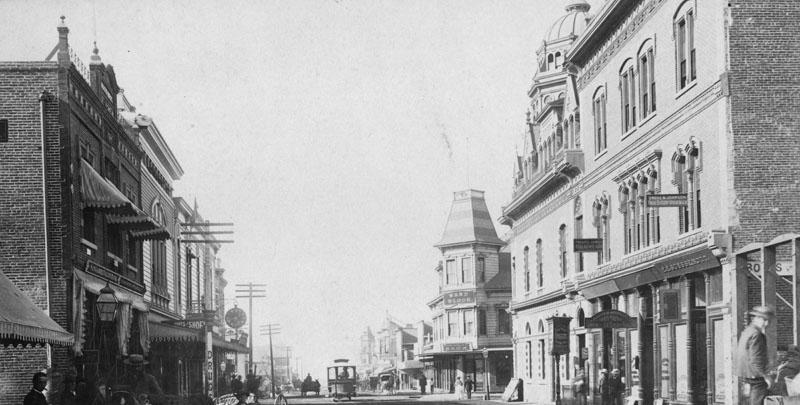
Colorado Boulevard, 1890

Listy przychodziły do Indiana Colony za pośrednictwem Los Angeles. W celu założenia własnego urzędu pocztowego, Kolonia musiała zmienić nazwę miasta na taką, którą naczelnik poczty mógł uznać za słuszną. Mieszkańcy zaproponowali trzy nazwy, które następnie zostały poddane głosowaniu. Pierwszą była Indianola. Drugą była Granada, zgodnie z hiszpańską tradycją i dziedzictwem terenu. Trzecią nazwę zaproponował Dr. Thomas Elliott, który skontaktował się ze swoim indiańskim przyjacielem z Michigan, który współpracował z Minnesota Chippewa Indians. Ten poddał cztery nazwy tłumaczeniu: „Crown of the Valley”, „Key of the Valley”, „Valley of the Valley” oraz „Hill of the Valley”. Wszystkie nazwy zakończone były słowem „pa-sa-de-na (of the valley)”. Nazwa została poddana ostatecznemu głosowaniu i ze względu na swoją eufoniczną naturę, została zaakceptowana jako Pasadena. Pasadena została zarejestrowana i została drugim miastem w hrabstwie Los Angeles, po samym Los Angeles, w marcu 1886 roku. W roku 1892 John H. Burnett z Galveston w Teksasie złożył wizytę w Pasadenie i kiedy wrócił do swojego domu, w pobliżu Houston w Teksasie, założył miasto ulokowane wzdłuż dwóch zalewisk, które nazywał Pasadana. Tym sposobem powstały dwa miasta o tej samej nazwie.
Po znaczących zmianach majątkowych i nieruchomościowych, w Pasadenie zaczęto budować duże hotele turystyczne. Miasto z czasem stało się zimowym miejscem wypoczynkowym dla turystów ze wschodu. Pierwszym z wielkich hoteli był Raymond (1886) na szczycie góry Bacon Hill, której nazwa po wybudowaniu na niej hotelu została zmieniona na Raymond Hill. Pierwotny hotel Mansard Victorian spłonął w poranek wielkanocny i nie został odbudowany aż do roku 1903. Został on zrównany z ziemią, aby zrobić miejsce dla rozwoju mieszkaniowego. Maryland Hotel istniał od wczesnych lat dwudziestego wieku i został wyburzony w 1934 roku.

### Hotel Green

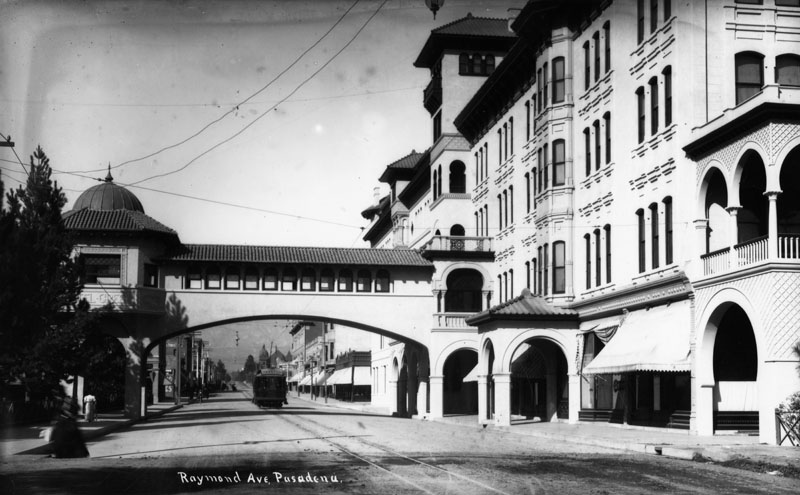
Hotel Green, 1900

Budowę Hotelu Green rozpoczęto na South Raymond Avenue na Kansas Street w 1887 roku, pod kierownictwem Mr. Webstera, który nie był w stanie dokończyć projektu. Colonel George Gill Green, zamożny medyk z New Jersey, zakończył budowę gmachu w 1888 roku. W 1898 roku ukończył budowę drugiego gmachu, po drugiej stronie Raymond i połączył oba budynki mostem oraz tunelem. Goście przybywali pociągami do okolicznych stacji kolejowych. W 1902 roku hotel został przedłużony do budynku P.G. Wooster na rogu Fair Oaks Avenue i Green Street. W 1924 roku hotel przekształcono w prywatną rezydencję. Pawilon został przebudowany do swojej pierwotnej postaci i sprzedany. W 1970 roku dwa skrzydła hotelu zostały podzielone i stały się dwoma oddzielnymi budynkami.

### Końcówka XIX wieku i nowe stulecie

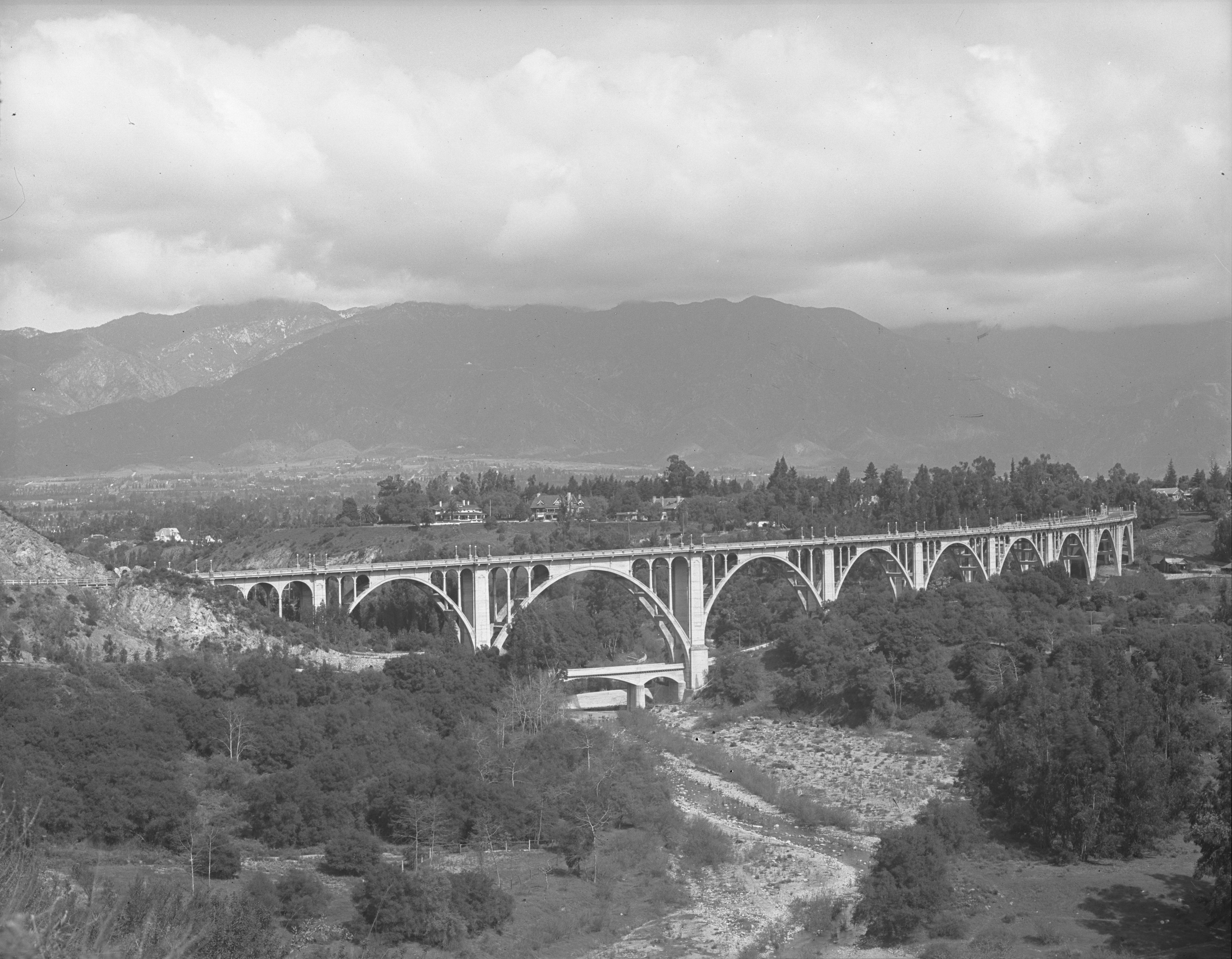
Most Colorado Street Bridge, ok. 1920

Pasadena jest szerzej znana dzięki ważnym wydarzeniom, m.in.:
- 1889 – zapoczątkowanie turnieju The Tournament of Roses Parade.
- 1905 – 1937 – istnienie pierwszego parku rozrywki Busch Gardens w Pasadenie.
- 1911 – powstanie Kalifornijskiego Instytutu Technologii.
- 1913 – otwarcie mostu Colorado Street Bridge, który przebiega ponad Arroyo Seco.
- 1922 – otwarcie stadionu Rose Bowl.
- 1940 – Arroyo Parkway (obecnie Pasadena Freeway, State Route 110) otwarta jako pierwsza autostrada na zachód od rzeki Missisipi.
- 1994 – finał piłkarskich mistrzostw świata na stadionie Rose Bowl.
- 2003 – zakończenie budowy złotej linii metra w Los Angeles.

## Transport

### Transport publiczny

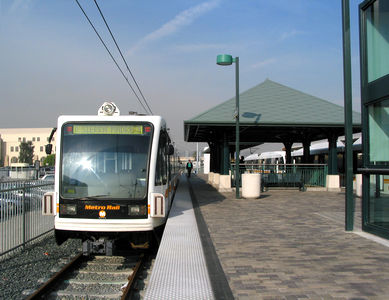
Tramwaj złotej linii metra na peronie stacji Union Station w Los Angeles

Pasadena jest wschodnią stacją końcową Złotej Linii Metra w Los Angeles. Obecnie w Pasadenie znajduje się sześć stacji Złotej Linii: Fillmore Station, Del Mar Station, Memorial Park Station, Lake Station, Allen Station i Sierra Madre Villa Station. Rozpatrywany jest plan przedłużenia Złotej Linii na wschód, przez dalsze tereny położone na wzgórzach w dolinie San Gabriel Valley.
Pasadena obsługiwana jest również przez rozmaite usługi autobusowe. Pasadena ARTS obsługuje wyłącznie najbliższe tereny miasta, podczas gdy cały obszar Los Angeles obsługiwany jest przez usługi Foothill Transit, LADOT, Metro Local i Metro Rapid.

### Lotniska
Bob Hope Airport (znane również jako Burbank-Glendale-Pasadena Airport) znajduje się w pobliżu Burbank i pełni rolę lotniska regionalnego dla Pasadeny. Jest własnością Burbank-Glendale-Pasadena Airport Authority i jest zarządzane przez władze tych trzech miast. Ponieważ większość miejsc docelowych z Bob Hope Airport znajduje się w zasięgu wschodnich Stanów Zjednoczonych, Los Angeles International Airport w Los Angeles i LA/Ontario International Airport w Ontario, oddalone mniej niż godzinę od Pasadeny, również pełnią ważną rolę w miejscowym transporcie.

### Autostrady

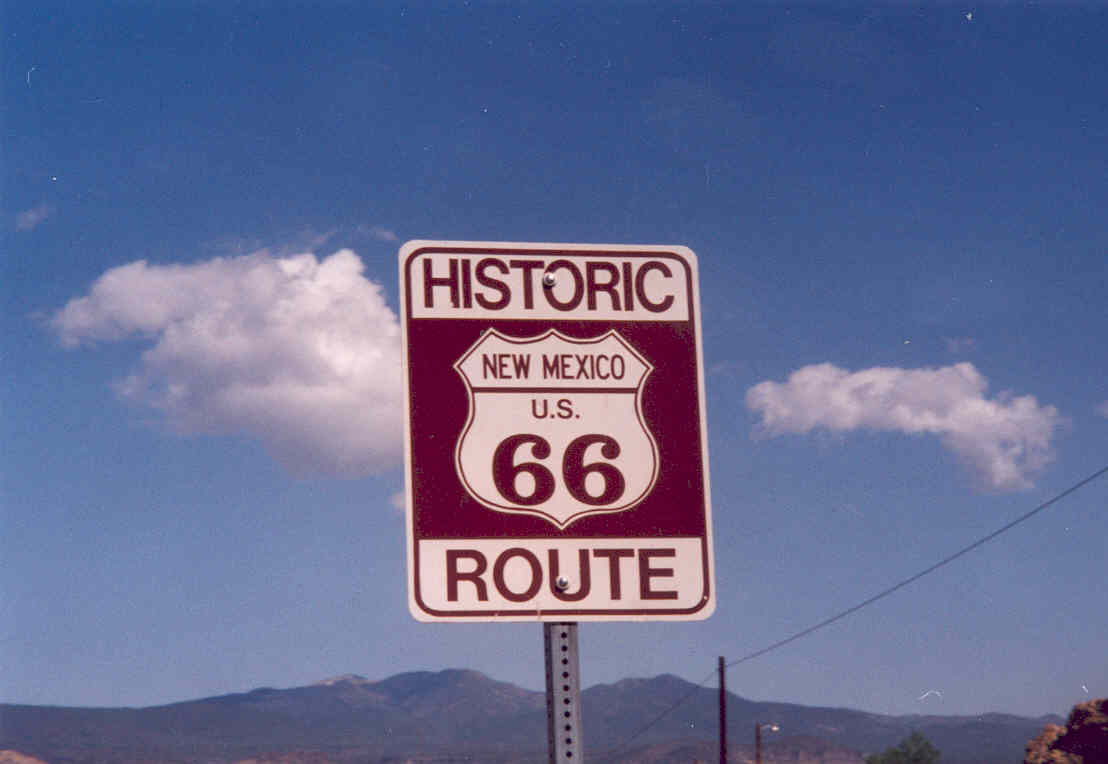
Znak historycznej autostrady U.S. Route 66

Przez Pasadenę przebiegają cztery autostrady i jest ona miastem kontrolnym dla wszystkich z nich. Najważniejszą jest Foothill Freeway (I-210/SR 210), która prowadzi do północno-zachodniej części miasta z La Cañada Flintridge. Początkowo Foothill Freeway przebiegała na południu, obok Rose Bowl, zanim została skrzyżowana z Ventura Freeway. Dzięki temu Foothill Freeway stała się główną autostradą w obrębie miasta, prowadzącą w kierunku wschodniej granicy Pasadeny i wlotową do miasta Arcadia. Foothill Freeway łączy Pasadenę od San Fernando po stronie zachodniej do San Bernardino po stronie wschodniej.
Ventura Freeway (SR 134) rozpoczyna się w miejscu skrzyżowania z Foothill Freeway (I-210), na skraju centrum Pasadeny i przebiega w kierunku zachodnim. Autostrada ta jest głównym łącznikiem z Bob Hope Airport i dolinami San Fernando Valley.
W Pasadenie usytuowana jest również odnoga Long Beach Freeway (SR 710 w Pasadenie). Początkowo była ona przeznaczona do połączenia Long Beach z Pasadeną, ale luka, znana jako South Pasadena Gap, pomiędzy Alhambrą i Pasadeną nie została ukończona ze względu na wojny prawne z udziałem miasta South Pasadena. Odnoga Long Beach Freeway rozpoczyna się w miejscu skrzyżowania Ventura Freeeway z Foothill Freeway i biegnie w kierunku południowym, wzdłuż wschodniej granicy Old Pasadena, kończąc się dwoma wyjazdami – do Colorado Boulevard i Del Mar Boulevard, przed przecięciem się z California Boulevard. Obecnie trwają badania nad ewentualnym użyciem zaawansowanych technologii tunelowych, by wybudować autostradę Long Beach Freeway poniżej miasta South Pasadena bez zakłócania okolic mieszkalnych na powierzchni. Planuje się wybudowanie dwóch bliźniaczych 4,5-milowych tuneli, które byłyby najdłuższymi w całych Stanach Zjednoczonych.
Pasadena Freeway (SR 110) jest pierwszą autostradą w Kalifornii. Łączy ona Los Angeles z Pasadeną wzdłuż Arroyo Seco i jest główną drogą dojazdową do centrum Los Angeles. Autostrada rozpoczyna się w południowej części Pasadeny. Właściwie tylko jeden wyjazd znajduje się w granicach miasta. Wyjazd przy południowej granicy prowadzi do State Street z dostępem do Fair Oaks Avenue. Na Glenarm Street autostrada kończy się na sześcio- i czteropasmowej Arroyo Parkway.
Cztery autostrady stanowe prowadzą do Pasadeny. Arroyo Parkway (SR 110), która przebiega przez Pasadenę, biegnie od zakończenia Pasadena Freeway na Glenarm Street do Colorado Boulevard w Old Town Pasadena. Podczas gdy Arroyo Parkway biegnie nadal na północ, SR 110 kończy się na Colorado Boulevard.
Rosemead Boulevard (SR 19) jest autostradą stanową przy wschodniej granicy Pasadeny, z Huntington Drive do Foothill Boulevard.
Ciemna część Angeles Crest Highway (SR 2) w San Gabriel Mountains przecina Pasadenę w pobliżu stacji Angeles Crest Ranger Station. 3,2 km odcinka autostrady w Angeles National Forest znajduje się na północ od La Canada Flintridge i na zachód od Mount Wilson.
Historyczna U.S. Route 66 przebiegała przez Pasadenę aż do roku 1964, kiedy została usunięta. Historyczna autostrada została w Pasadenie otwarta na wschód od Colorado Boulevard i przebiegała przez południe Arroyo Parkway, dopóki nie została zastąpiona przez część autostrady Pasadena Freeway (SR 110).

## Dane geograficzne
- Szerokość i długość geograficzna: 34°09′22″ N, 118°07′55″
- Powierzchnia: 60 km² (23,2 mi²)z czego:
  - 59,8 km² (23,1 mi²) to lądy
  - 0,2 km² (0,1 mi²) to wody. Woda stanowi 0,30% powierzchni.

## Dane demograficzne
- Liczba mieszkańców: 133 936
- Liczba gospodarstw domowych: 51 844
- Liczba rodzin: 29 862
- Gęstość zaludnienia: 2 238,7 os./km² (5 798,7 os./mi²)

## Miasta partnerskie
- Järvenpää
- Ludwigshafen am Rhein
- Mishima
- Wanadzor
- Tanger
- Xicheng